# Xantharia baizilongi
Espèce
Xantharia baizilongi est une espèce d'araignées aranéomorphes de la famille des Miturgidae.

## Distribution
Cette espèce est endémique du Yunnan en Chine. Elle se rencontre dans le xian de Mengla.

## Description
Le mâle holotype mesure 3,62 mm et la femelle paratype 3,71 mm.

## Systématique et taxinomie
Cette espèce a été décrite par Chu et Li en 2023.

## Étymologie
Cette espèce est nommée en l'honneur de Zi-long Bai.

## Publication originale
- Chu, Li, Yao & Yao, 2023 : « One new genus and four new species of Liocranidae Simon, 1897 (Arachnida, Araneae) from China and Vietnam. » ZooKeys, no 1181, p. 219-240.